# Амвросий Ставринос
Амвросий (на гръцки: Αμβρόσιος) е гръцки духовник, митрополит на Вселенската патриаршия.

## Биография
Роден е на 1 ноември 1854 година в Мухлио, Цариград, в гръцко семейство от Хиос като Ставрос Ставринос (Σταύρος Σταυρινός) или Ставридис (Σταυρίδης). Завършва Великата народна школа през 1880 г. и Халкинската семинария през 1884 г. В 1882 година е ръкоположен за дякон от митрополит Йоаким Деркоски. Слежи като архидякон в Александрия при патриарх Софроний Александрийски. В 1884 или 1885 година е ръкоположен за свещеник от митрополит Герасим Анкарски и става свещеник в църквата „Свети Николай“ в Джибали в Цариград. Служи като протосингел на Кесарийската митрополия (1887 - 1888), протосингел на Трапезундската митрополия (1888 - 1889). В 1889 година се връща в Цариград и става свещеник в Мухлио. Следс това е директор на Гръцката болница в Смирна и директор на духовното училище в Кесария (Зинзи дере). Служи като духовен представител на общината на цариградското предградие Мегало Ревма (Буюкдере). На 14 март 1893 година е ръкоположен за клавдиуполски епископ в „Свети Архангели“ в Мегало Ревма за клавдиуполски епископ от митрополит Доротей Белградски в съслужение с митрополитите Гервасий Халдийски и Антим бивш Анхиалски.
На 30октомври 1895 г. е избран за преспански и охридски митрополит в Крушево, а на 18 ноември 1896 година за скопски митрополит. В 1897 година след решаващото пропускане на доставки с оръжие от Австро-Унгария за Османската империя по време на Гръцко-турската война, сръбското правителство отправя искане до Високата порта сърбинът Фирмилиан да бъде ръкоположен за скопски митрополит. Цариградската патриаршия, обаче склонява да го изпрати само като протосингел на Амвросий в Скопие в 1897 година. На 15 ноември 1897 година Амвросий е изведен с полиция от Скопие. След поредица от димпломатически совалки, султанът препоръчва през 1899 година патрархът да уволни Амвросий и на неговото място да постави сърбин. Амвросий се установява в Цариград като запазва титлата си Скопски и участието си в Светия синод. В 1899 година става директор на Патриаршеския музикален силогос. Така Фирмилиан измества гръцкия владика, което предизвиква обтягане на отношенята между Сърбия и Гърция и гръцки протест пред Високата порта. В резултат, новият Скопски митрополит все пак остава без султански берат.
На 19 октомври 1899 година Амвросий е избран за пелагонийски митрополит в Битоля. В Битоля работи за насърчаване на гръцкото образование. Открива училище във влашкото гъркоманско село Нижополе. Поддържа връзки с гръцкото консулство в града, което ръководи Гръцката въоръжена пропаганда в района. По време на Илинденско-Преображенското въстание (при отсъствие на митрополит Антим Преспански и Охридски) заминава за Крушево и алармира Вселенската патриаршия за катастрофата. Среща се и с Герман Каравангелис, когато той посещава Битоля. Пише чести доклади до Патриаршията за събитията в района и изобщо в областта.
На 18 октомври 1903 г. е избран за митрополит на Неокесария и Гангри в Котиора, Понт, където развива широка просветна дейност.
През април 1911 Амвросиос е преместен в съседната епархия Кесария в Кападокия. В Кесария остава само три години и в 1914 година е уволнен. Връща се в Цариград и предприема различни църковни мисии, най-важната от които е член на Комисията за календарния въпрос под председателството на митрополит Антим Визенски.
През 1924 г. е отново избран за митрополит на Неокесария, но не отива до Котиора, тъй като вече гръцката катастрофа в Гръцко-турската война е факт и православното население е изселено. Остава пет години в Цариград и участва в дискусиите по календара, като е сред малцинството, което се противопоставя на промяната. През октомври 1929 е избран за деркоски митрополит.
Публикува литургични текстове.
Умира в Терапия на 9 декември 1931 година.